# Julietta (opera)
Juliette è un'opera di Bohuslav Martinů, che ha anche scritto il libretto, in francese, basato sull'opera Juliette ou la Clé des songes (Juliette o la chiave dei sogni) dell'autore francese Georges Neveux. Successivamente fu preparato un libretto in ceco per la sua prima, che ebbe luogo al Teatro Nazionale di Praga il 16 marzo 1938. Juliette è stata largamente considerata il capolavoro di Martinù.

## Storia delle esecuzioni
Martinů venne a conoscenza dell'opera di Neveux nel 1932, due anni dopo la sua prima al Théâtre de l'Avenue di Parigi (8º arrondissement) il 7 marzo 1930. Sembra che Neveux avesse raggiunto un accordo con Kurt Weill per basare una spettacolo comico musicale sulla sua commedia, ma ascoltando un po' della musica di Martin, passò la sua preferenza al ceco. Il lavoro iniziale sull'opera fu intrapreso in parole francesi, ma una versione ceca fu impostata tra maggio 1936 e gennaio 1937.
Al momento della sua prima Martin aveva scritto otto opere in una varietà di stili. L'opera ricevette fu rappresentata in anteprima al Teatro Nazionale di Praga il 16 marzo 1938 (col titolo Julietta aneb Snář), sotto la direzione di Václav Talich, pochi mesi prima che Martinů facesse la sua ultima visita nel suo paese natale. Da Parigi scrisse a Talich esprimendo il suo profondo ringraziamento al direttore per la sua "comprensione" che "ha mostrato a tutti coloro che hanno lavorato con voi la strada giusta". Anche Neveux era stato presente alla prima, giudicando l'ambientazione migliore del suo originale in prosa.
Successivamente l'opera fu eseguita solo a intermittenza in quel teatro; nuove produzioni furono montate nel 1963 e 1989 e una produzione di Opera North fu vista tre volte nel 2000; nel marzo 2016 una nuova produzione è stata presentata in anteprima al teatro e le esecuzioni sono programmate per il suo 80º anniversario nel 2018.
Il compositore era presente alla prima tedesca a Wiesbaden nel gennaio 1956. Una produzione della Bielefeld Opera in Germania diretta da Geoffrey Moull ricevette otto rappresentazioni nel 1992. In Francia una trasmissione radiofonica nel 1962 fu diretta da Charles Bruck, mentre la prima sul palcoscenico avvenne al Grand Théâtre di Angers nel 1970.
La prima britannica fu data nell'aprile 1978 a Londra dalla New Opera Company al London Coliseum, diretta da Charles Mackerras in una traduzione inglese di Brian Large, con Joy Roberts e Stuart Kale nei ruoli principali e fu ripresa dalla English National Opera nella stagione successiva. Ci fu una produzione della Guildhall School of Music and Drama nel 1987 diretta da Howard Williams, con il ruolo della protagonista condiviso tra Juliet Booth e Sarah Pring. Dopo un'esibizione al Festival di Edimburgo di una compagnia slovacca in visita nel 1990, la produzione successiva nel Regno Unito fu di Opera North nel 1997, con Rebecca Caine e Paul Nilon. Una produzione di Richard Jones a Parigi nel 2002 fu ripresa dalla English National Opera nel settembre/ottobre 2012 con recensioni entusiastiche in generale.
Il teatro tedesco di Brema organizzò una nuova produzione il 29 marzo 2014 sotto la direzione di John Fulljames. Andreas Homoki e Fabio Luisi montarono una nuova produzione all'Opernhaus Zürich con Joseph Kaiser nei panni di Michel nel 2015 e la Berlin Staatsoper presentò una nuova produzione il 28 maggio 2016 nella sua sede temporanea del teatro Schiller, con Daniel Barenboim alla direzione, Claus Guth alla regia, Magdalena Kožená come Juliette e Rolando Villazón come Michel.
L'ambientazione di Martinù del suo libretto è principalmente lirica sebbene non ci siano arie soliste estese. Il "diatonicismo esteso" delle opere mature del compositore si affianca ai "ritmi motori trovati nel suo Doppio Concerto del 1938, in particolare dove la trama si muove rapidamente in avanti.
Jan Smaczny osserva che la capacità del compositore di caratterizzare, affinata come osservatore della vita di una piccola città, quando un bambino che vive nella torre dell'orologio di Polička offre una sequenza di "quadri dipinti in modo nitido" con un "carnevale di caricature", sia comico che commovente. Per i cantanti c'è il fattore che parti significative del pezzo sono il dialogo piuttosto che il canto, sebbene l'esperienza di Martinù in una varietà di opere teatrali prima di questa, la sua nona opera, gli consenta di intrecciare le parole pronunciate come parte integrante dell'impatto dell'opera, "allontanando il pubblico dalla qualità spesso onirica del tessuto musicale". Un frammento di melodia su una fisarmonica fuori scena e un frammento melodico che simboleggia il desiderio vengono introdotti nei momenti chiave della partitura. Smaczny commenta che "la suggestione è tutto in questa partitura, e Martinů riesce sorprendentemente a stimolare l'immaginazione spesso con un'economia mozzafiato".
L'opera era una delle opere preferite del compositore e ne incorporò alcune battute nella sua ultima sinfonia nel 1953.
Ci sono due ruoli principali: Juliette (soprano) e Michel (tenore). James Helmes Sutcliffe ha commentato in Opera News la "bellissima partitura di Martinù" e la sua "musica lirica e atmosferica". Hindle e Godsil hanno pubblicato uno studio psicoanalitico dell'opera e analizzato il lavoro nel contesto della vita di Martinù.
L'opera è stata ripresa al Teatro Nazionale di Praga il 16 marzo 2018, l'ottantesimo anniversario della sua prima.

## Suite orchestrale
Martinů iniziò a preparare un concerto dall'opera Tre frammenti di Juliette, con modifiche alle linee vocali originali, dopo la prima dell'opera, dopo il suo ritorno a Parigi. Tuttavia, lo scoppio della seconda guerra mondiale interruppe il suo lavoro e le sue stesse fatiche su questa composizione continuarono fino alla sua morte nel 1959. La partitura andò persa dopo la morte di Martinù, fino al 2002, quando Aleš Březina scoprì la riduzione per pianoforte della partitura in mezzo ad una raccolta di documenti di un privato. Dopo che Březina tornò a Praga per adattarla a una partitura orchestrale completa, la casa editrice ceca DILIA rivelò che una partitura completa esisteva già nei loro archivi. Sir Charles Mackerras diresse la prima mondiale dei Tre frammenti di Juliette con l'Orchestra Filarmonica Ceca nel dicembre 2008.

## Ruoli
| Ruolo                                             | Registro vocale | Cast della prima, 16 marzo 1938 Direttore: Václav Talich |
| ------------------------------------------------- | --------------- | -------------------------------------------------------- |
| Julietta                                          | soprano         | Ota Horáková                                             |
| Michel                                            | tenore          | Jaroslav Gleich                                          |
| Giovane araba                                     | mezzosoprano    | Štěpánka Štěpánová                                       |
| Vecchio arabo                                     | basso           | Luděk Mandaus                                            |
| Donna che vende uccelli e pollame                 | mezzosoprano    | Ema Miřiovská                                            |
| Donna che vende pesce                             | soprano         | Marie Pixová                                             |
| L'uomo con l'elmo                                 | baritono        | Zdeněk Otava                                             |
| Un poliziotto                                     | tenore          | Karel Hruška                                             |
| Tre signori                                       | soprani         | Marie Budíková, Anna Kejřová, Anna Petridesová           |
| La Gioventù del nonno                             | basso           | Josef Celerin                                            |
| Nonno                                             | basso           | Josef Křikava                                            |
| Nonna                                             | contralto       | Marie Veselá                                             |
| Un'indovina                                       | contralto       | Marie Podvalová                                          |
| Un venditore di ricordi                           | basso-baritono  | Jan Konstantin                                           |
| Un vecchio marinaio                               | basso           | Josef Munclinger                                         |
| Un giovane marinaio                               | tenore          | Josef Vojta                                              |
| Una vecchia Signora                               | mezzosoprano    | Božena Kozlíková                                         |
| Una guardia forestale                             | tenore          | Karel Hruška                                             |
| Messaggero                                        | soprano         | Táňa Tomanová                                            |
| Un ufficiale                                      | tenore          | Miloslav Jeník                                           |
| Un mendicante                                     | basso-baritono  | Stanislav Muž                                            |
| Un galeotto                                       | basso           | Luděk Mandaus                                            |
| Un ingegnere ferroviario                          | tenore          | Josef Vojta                                              |
| Un guardiano notturno                             | basso           | Hanuš Thein                                              |
| Coro: gente di città; un gruppo di figure grigie. |                 |                                                          |

## Trama

### Atto 1
Michel, un libraio itinerante di Parigi, si trova in una città di mare alla ricerca di una ragazza la cui voce lo ha perseguitato sin dalla prima volta che l'aveva sentita tre anni prima. Dalle scene seguenti con vari cittadini emerge che nessuno di loro ricorda più di pochi minuti, il che viene confermato da un poliziotto. Il poliziotto chiede a Michel quale sia il suo ricordo più antico, in realtà, un'anatra giocattolo. Dato che ha una buona memoria rispetto ai cittadini, viene eletto capo della città e l'ufficiale parte per preparare la sua inaugurazione. Mentre Michel (con il solo accompagnamento del pianoforte) racconta ad alcuni cittadini di come si è innamorato della voce della ragazza sconosciuta, si sente la voce di Juliette e dopo la sua canzone gli chiede di incontrarla più tardi nel bosco. Il poliziotto torna come postino senza ricordare il suo incontro con Michel.

### Atto 2
A un incrocio nel bosco vicino a una fontana entrano varie persone, tutte con una perdita della memoria, tra cui un indovino che avvisa Michel di qualcosa. Quando Juliette arriva, evoca un mondo di fantasia romantica e gli chiede di raccontarle del loro amore passato (inesistente). Un venditore ambulante arriva vendendo merci in cui Juliette vede il suo passato con Michel. Corre nel bosco e Michel spara un colpo al che i cittadini si precipitano ad arrestarlo. Li distrae raccontando loro storie e loro dimenticano la loro intenzione di giustiziarlo e si allontanano. Nella piazza del paese Michel trova la casa di Juliette, ma un'anziana dice di vivere da sola. Sente di nuovo la canzone di Juliette, ma decide di imbarcarsi su una nave e partire.

### Atto 3
Al Central Bureau of Dreams diversi sognatori (il messaggero, il mendicante, il carcerato, l'ingegnere ferroviario) vengono a chiedere il loro sogno fantastico. Michel viene avvertito che se ritorna al suo sogno e non si sveglia, sarà imprigionato per sempre nel mondo dei sogni. Pronto a lasciare il suo sogno, sente la voce di Juliette che lo chiama e nonostante l'avvertimento del guardiano notturno dichiara che rimarrà con lei. Tornano l'ambientazione e la gente di città dell'inizio dell'opera e Michel rimane nel mondo dei sogni.

## Incisioni
- Le Chant du Monde (1962, live a Parigi): Andrée Esposito (Julietta), Jean Giraudeau (Michel), Charles Bruck
- Supraphon (1964) SU 3626-2 612: Maria Tauberová (Julietta), Ivo Žídek (Michel), Orchestra e Coro del Teatro Nazionale di Praga; Jaroslav Krombholc, direttore, con Antonín Zlesák, Zdeněk Otava
- ORF (2002, live a Bregenz): Eva-Maria Westbroek (Julietta), Johannes Chum (Michel), Vienna Symphony Orchestra diretta da Dietfried Bernet
- Oehms Classics (2014 live, Frankfurt): Juanita Lascarro (Julietta), Kurt Streit (Michel), Frankfurt Opera diretta da Sebastian Weigle